# Блауофен

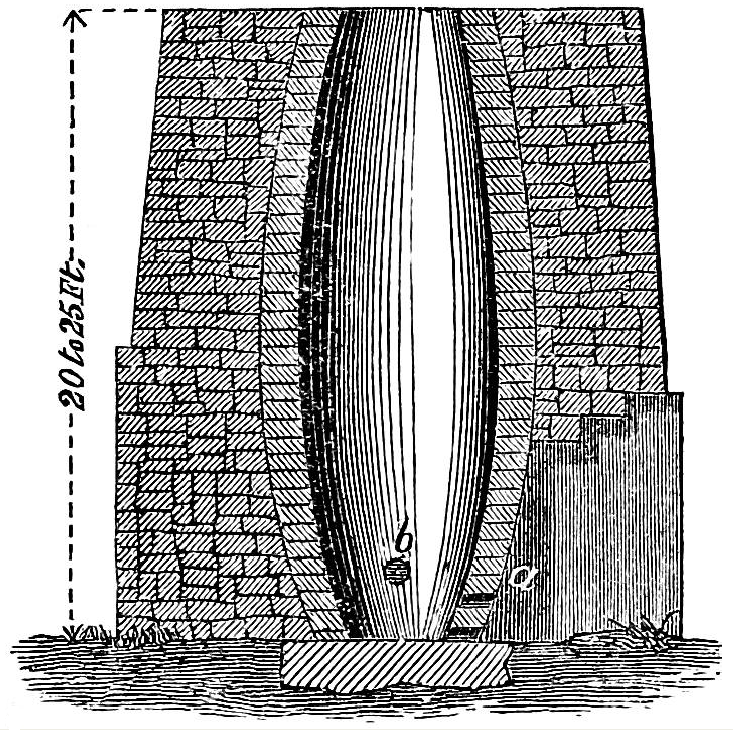
Блауофен. Малюнок з видання 1873 року.
a — передня стінка (груди), b — фурма.

Блауофен, також бляуофен (нім. Blauöfen) — металургійна піч для витоплення чавуну. Виникла внаслідок вдосконалення повітродувних засобів. Була перехідною формою від штюкофена до доменної печі.

## Історія
Блауофени виникли внаслідок вдосконалення штукофенів, печей, що виникли за середньовіччя і використовувалася для витоплення криці (лупи). У штукофенах часто разом з твердим залізом (лупою) одержували рідкий метал (чавун), що витікав разом зі шлаком, і вважався браком (він не обробляється куванням). Після того, як чавун навчилися перетоплювати на ковке залізо (лупу) у кричному горні, то помітили, що робота ця є продуктивнішою за пряме відновлення руди й через це почали вести плавку без зупинок (як робиться при роботі штукофенів) виключно для чавуну. Печі такої роботи на відміну від попередніх (за безперервністтю дуття) були названі Blase-ofen, у Штирії їх називали спочатку Blace-ofen, а потім Blau-ofen. Але оскільки ринок продовжував потребувати сиродутне залізо, то декотрі виробники, відповідно до запиту, у тому самому бляуофені одержували то сиродутне залізо, то чавун, причому для виробки криці (лупи) брали не руду, а шлак, одержаний при переробленні чавуну у кричному горні. Розвиток бляуофена призвів до виникнення доменної печі.
Наприкінці 19 століття назва бляуофена збереглася за штирійськими чавунотопними печами, які від так званих «високих печей», або доменних печей відрізнялися притаманними ним деякими особливостями.

## Будова
Висота бляуофенів, що будувалися у 19 столітті, сягала 6,1 — 7,62 м (20 — 25 футів), причому за такої висоти вони були придатні виробляти лише чавун. Об'єм печей сягав 14 — 17 м³ (500—600 кубічних футів). Фурми розташовувалися приблизно на 14 дюймів вище від поду.

## Робота
При роботі цих печей на виробництво лупи робили так, щоб шлак постійно витікав з печі, таким чином шматок заліза, що утворювався на поді печі піддавався дії дуття, що перешкоджало навуглецюванню металлу. В іншому випадку, коли піч працювала на виробництво чавуну, шлаку дозволяли накопичуватись у горні печі, таким чином захищаючи від зневуглецьовуючої дії дуття метал, що навуглецювався при проходженні через нижню частину печі.
Бляуофен міг буди в роботі від 3 до 6 місяців або навіть більше, поки не розгориться мурування (не розшириться робочий об'єм печі) й це не заважатиме успішній роботі.
Робота печі розпочиналася з нагрівання її вогнем, після чого раніше відкрита передня стінка (груди) зачинялася. Потім піч догори заповнювалася вугіллям і залізною рудою, які знову завантажувалися у піч в міру опускання шихти.
Для роботи печі потрібні були багаті руди.

## Виноски
1. 1 2   Доменное производство. // Энциклопедический словарь : в 86 т. (82 т. и 4 доп.). — СПб. : Ф. А. Брокгауз, И. А. Ефрон, 1890—1907. (рос.) Том Х  А  (книга 20). — СПб. — 1893. — стр. 947.
2. 1 2 3 4 5   Day, John Vincent (1873). On the past and present of iron smelting. 1873. P. 18 — 19. (англ.)